# Diplomat

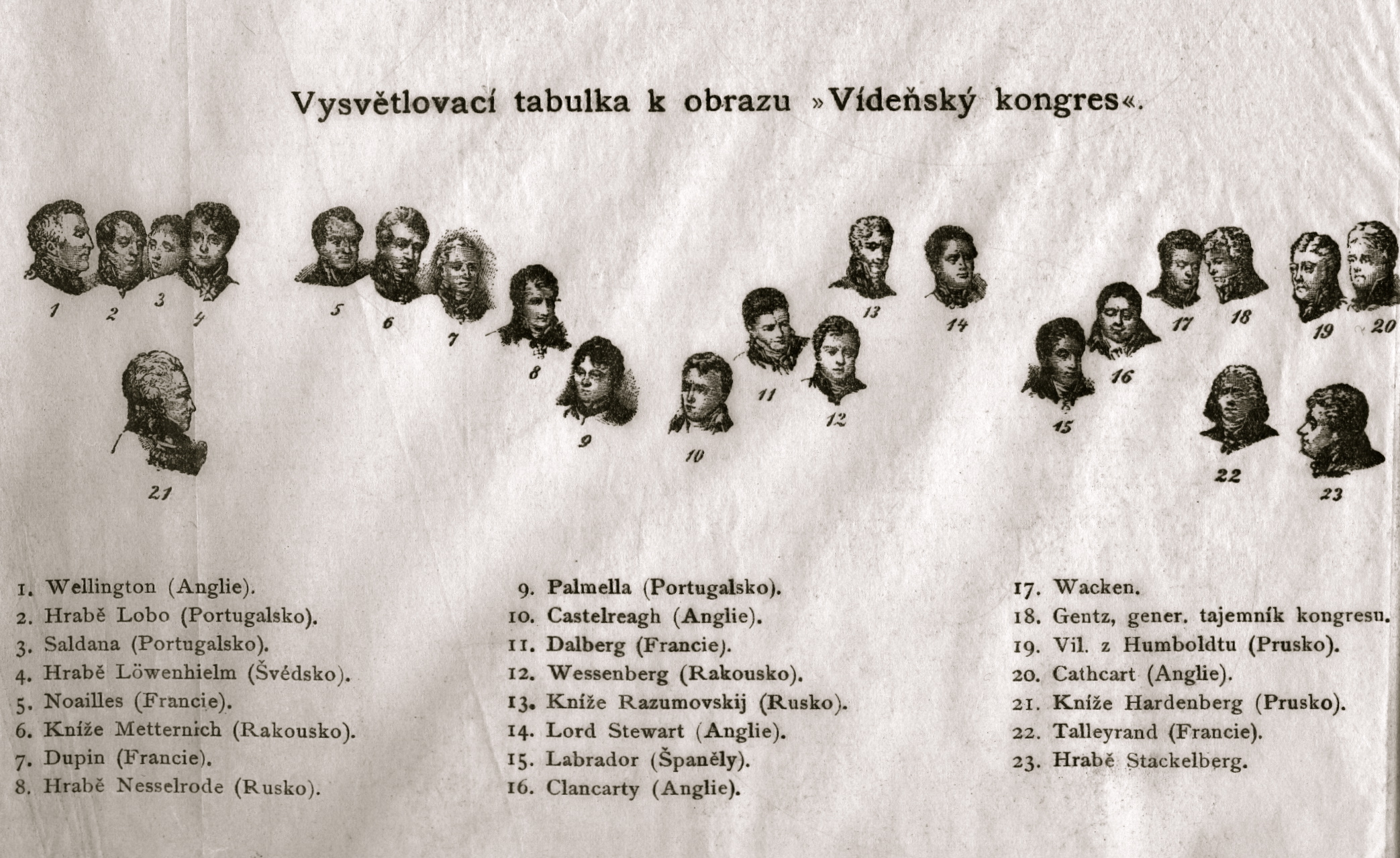
Lista diplomaților de la Congresul de la Viena

Diplomatul este acel funcționar al statului care exercită profesia diplomatică.
Această profesie poate fi exercitată într-o Misiune Diplomatică, într-o Misiune Consulară, în fața unui Organism Internațional, în Ministerul Afacerilor Externe de care aparține sau detașat în fața oricărei repartiții statale din interiorul țării sale.
Cheia succesului unui diplomat este să domine triada verbelor:
a reprezenta, a informa si a negocia.
Sunt atât de multe temele de tratat de către un diplomat pe transcursul carierei sale încât rezultă practic imposibil a le domina toate. Este de ajuns a se preciza că Programul Națiunilor Unite pentru Dezvoltare (PNUD) a clasificat la un moment dat mai mult de zece mii de îndatoriri la adresa unei Cancelarii. De aceea, diplomații trebuie să se specializeze numai pe anumite teme. În consecință, pentru a fi siguri de urmărirea fiecărei teme, fiecare Minister de Afaceri Externe trebuie să aibă un specialist pe aceasta și un colaborator, care, cu timpul, se transformă în specialist.

## Diplomați în carieră și numiții politici
Deși orice persoană poate fi numită de guvernul național al statului pentru a conduce relațiile statului respectiv cu alte state sau organizații internaționale, un număr de state mențin un grup instituționalizat de diplomați de carieră - adică funcționari publici care au o legătură profesională constantă cu ministerul de externe al țării. Termenul de diplomat de carieră este folosit în întreaga lume în opoziție cu persoanele numite politic (adică oameni din orice altă medii profesionale care pot fi, de asemenea, desemnați de un guvern oficial pentru a acționa ca diplomați în străinătate). În timp ce este oficial angajat într-o ambasadă sau într-o delegație într-o țară străină sau acreditat într-o organizație internațională, atât diplomații de carieră, cât și candidații politici se bucură de aceleași imunități diplomatice. Șefii de stat ceremoniali acționează în mod obișnuit ca diplomați în numele națiunii lor, de obicei urmând instrucțiuni din partea șefului lor de guvern.

## Studii
Cei mai mulți diplomați de carieră au diplome universitare în relații internaționale, științe politice, economie sau drept.

## Ziua internațională a diplomaților
Diplomații au început să sărbătorească Ziua Internațională a Diplomaților în 24 octombrie din 2017. Ideea de a sărbători Ziua internațională a diplomaților în ziua înființării Organizației Națiunilor Unite a fost propusă de diplomatul indian Abhay Kumar, pentru a marca ocazia ca diplomația să devină principalul mijloc de soluționare a litigiilor.